# ソユー
株式会社ソユー（SOYU corporation）は、秋田県秋田市に本社を置く日本のサービス業者。ショッピングセンターにおけるゲームセンターの企画・管理運営を主な業務としている。

## 概要
設立当初は、喫茶店やドライブインにブロック崩しやインベーダーゲームなどのレンタルを行っていたが、1993年10月に青森県弘前市の弘前ビブレ（現：さくら野百貨店弘前店）に初めての直営店を開設。その後、イオングループなどのショッピングセンターに次々とゲームセンターをオープンさせ、現在では23都道府県にまで及ぶ。
健全性をモットーとし、ファミリー層をターゲットとしているため、施設の安全性や防犯面を考慮して、ショッピングセンターへの出店が中心となっている。
設立以来、ロードサイドへの出店は行っていなかったが、2007年8月に群馬県高崎市のフェドラP&D TAKASAKI内に、初めてのロードサイド店舗「ソユーファミリーゲーム フィールド」に開設した（2014年10月にフェドラが直営化）。

## 事業所
- 秋田本社 - 秋田県秋田市卸町三丁目7-3
- 管理部門 - 秋田県秋田市東通仲町4-1 秋田拠点センターアルヴェ4F
- サテライトオフィス -  秋田県秋田市東通仲町4-1 秋田拠点センターアルヴェ14F

## 沿革
- 1977年（昭和52年）6月 - 今野創（現・代表取締役会長）が個人として創業。
- 1979年（昭和54年）6月 - 有限会社第一リース（だいいちリース）を設立。
- 1992年（平成4年）
  - 5月 - 有限会社ソユーに商号変更。
  - 6月 - 株式会社に組織変更。
- 1993年（平成5年）
  - 4月 - 本社を秋田市茨島に移転（旧：オートザム茨島店）。
  - 10月 - 弘前ビブレに直営1号店「スペースファンタジーインフィニ店」を開設。
- 1995年（平成7年）12月 - タカラの撤退に伴い、イオン秋田ショッピングセンター（現：イオンモール秋田）内に直営2号店「ソユープレイランドソピア御所野店」を開設。
- 2000年（平成12年）12月 - 本社を秋田市卸町の秋田卸センター内に移転（旧：コーノヤ本社社屋）。
- 2002年（平成14年）3月 - 東京都港区に東京本部設立。
- 2007年（平成19年）8月 - 群馬県高崎市に、初めてのロードサイド店舗「ソユーファミリーゲーム フィールド」を開設。
- 2019年（平成31年）4月 - 秋田市八橋運動公園陸上競技場の命名権を取得し、ソユースタジアムの名称とする[1]。
- 2022年（令和4年）
  - 7月12日 - 株式会社大戸屋のフランチャイズ店「大戸屋ごはん処 イオンモール秋田店」をオープン[2]。
  - 9月15日 - 株式会社ワンダービルドのフランチャイズ店「北海道うまいもの館 イオンモール秋田店」をオープン[3]。
  - 10月24日 - 株式会社VANSANのフランチャイズ店「Italian Kitchen VANSAN 秋田八橋店」をオープン[4]。

## 出店している主なショッピングセンター
- イオンモール札幌発寒（北海道札幌市西区）
- イオンモール札幌苗穂（北海道札幌市東区）
- イオンモール旭川駅前（北海道旭川市）
- イオンモール旭川西（北海道旭川市）
- シーナシーナ青森（青森県青森市）
- さくら野百貨店弘前店（青森県弘前市）
- イオンタウン弘前樋の口（青森県弘前市）
- ピアドゥ（青森県八戸市）
- イオンモール秋田（秋田県秋田市）
- イオンスタイル山王（秋田県秋田市）
- イオンタウン能代（秋田県能代市）
- イオンモール盛岡南（岩手県盛岡市）
- 銀河モール花巻（岩手県花巻市）

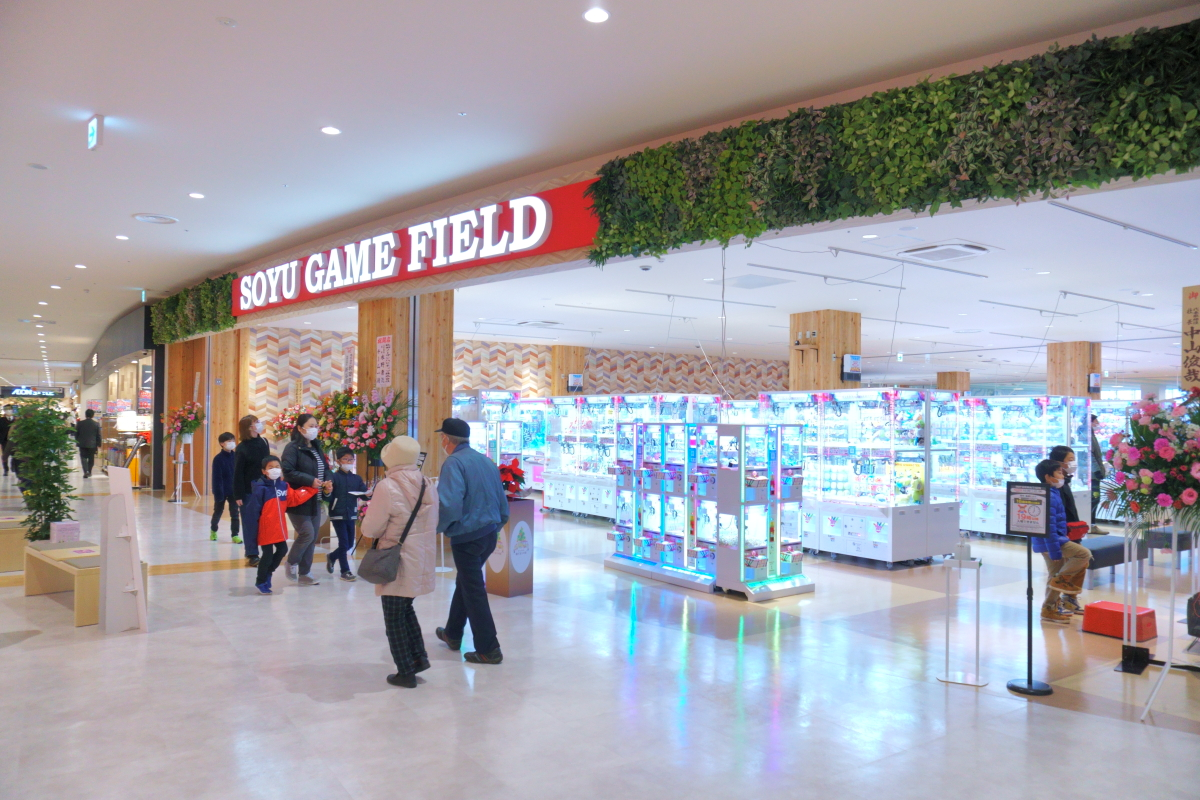
ソユーゲームフィールド能代店

- ツインモールプラザ・さくら野百貨店北上店（岩手県北上市）
- イオンタウン矢本（宮城県東松島市）
- イオンモール三川（山形県東田川郡三川町）
- イオンモール天童（山形県天童市）
- イオンタウン酒田（山形県酒田市）
- イオンモールいわき小名浜（福島県いわき市）
- ニットーモール（埼玉県熊谷市）
- モラージュ菖蒲（埼玉県久喜市）
- アリオ川口（埼玉県川口市）
- イオンモール木更津（千葉県木更津市）
- 北千住マルイ（東京都足立区）
- イトーヨーカドー大森店（東京都大田区）
- イトーヨーカドー八王子店（東京都八王子市）
- イトーヨーカドー南大沢店（東京都八王子市）
- エスパ川崎（神奈川県川崎市川崎区）
- マルイシティ横浜（神奈川県横浜市西区）
- イオンタウン長野三輪（長野県長野市）
- アピタ鳴海店（愛知県名古屋市緑区）
- プライムツリー赤池（愛知県日進市）
- イトーヨーカドー安城店（愛知県安城市）
- イオンモール橿原（奈良県橿原市）
- イオンモールりんくう泉南（大阪府泉南市）
- イオンタウン防府（山口県防府市）
- エミフルMASAKI（愛媛県伊予郡松前町）